# Los Xics Caleros
Los Xics Caleros son una colla castellera refundada de l'Ametlla de Mar, fundada inicialment l'any 2012, essent la primera a crear-se a les Terres de l'Ebre. Los Xics Caleros eren una entitat cultural esportiva catalana, sense ànim de lucre.
Al setembre del 2012, la Societat Cultural, Esportiva i Recreativa (SCER) de l'Ametlla de Mar, organitzà uns tallers de castells amb molt bona acollida. L'èxit d'aquests tallers farà que en el mes d'octubre, en el context de la Diada de l'Arrossejat i acompanyats dels que serien els seus padrins, plantessin a plaça el seu primer castell. El 17 de desembre del 2012 són admesos per la Coordinadora de Colles Castelleres de Catalunya (CCCC) com la primera «colla en formació» seguint el nou protocol d'admissió. El 3 de febrer del 2013, només sis mesos després de la seva fundació, va tenir lloc el bateig de la colla a la Plaça Nova de l'Ametlla de Mar. Actuaren com a padrins els Xiquets del Serrallo i els Castellers de Vilafranca. El 2 de desembre del 2013 són acceptats com a membre de ple dret de la Coordinadora de Colles Castelleres de Catalunya.
La colla es va dissoldre definitivament el gener del 2018 arran de la pèrdua progressiva de castellers en els darrers anys.
El 2025 la colla ha estat refundada i es troba en procés de formació. En aquesta nova etapa han deixat enrere la camisa de ratlles optant per una de color blau sòlid.